# Tougher Than Love (álbum de Diana King)
Tougher Than Love es el álbum debut de la cantante y compositora, Diana King. El álbum ingresó en el puesto #179 en la lista Billboard 200, en el puesto #85 en la lista de los Álbum R&B/Hip-Hop chart y #1 en la lista de los Reggae Albums chart. 
Se lanzaron 4 singles, «Shy Guy», «Love Triangle», «Ain't Nobody» (a cover of the Rufus/Chaka Khan classic from 1983), todos con muchísmo éxito, al igual que el tema «Treat Her Like a Lady». Tema el cual años más tarde, la cantante Celine Dion incluyó en su álbum «Let's Talk About Love» a dúo con Diana King.

## Lista de canciones
| N.º | Título                   | Duración |  |
| 1.  | «Love Me Thru The Night» | 5:17     |  |
| 2.  | «Shy Guy»                | 4:19     |  |
| 3.  | «Love Triangle»          | 4:22     |  |
| 4.  | «Ain't Nobody»           | 5:23     |  |
| 5.  | «Thougher Than Love»     | 3:50     |  |
| 6.  | «Can't Do Without You»   | 5:01     |  |
| 7.  | «Slow Rush»              | 4:56     |  |
| 8.  | «Treat Her Like a Lady»  | 3:54     |  |
| 9.  | «Black Roses»            | 5:06     |  |
| 10. | «Tumble Down»            | 4:19     |  |

| Bonus Tracks |                     |          |  |
| N.º          | Título              | Duración |  |
| 11.          | «I'm Still In Love» | 4:37     |  |
| 12.          | «I'll Do It»        | 3:53     |  |